# Schwabestraße (Weimar)

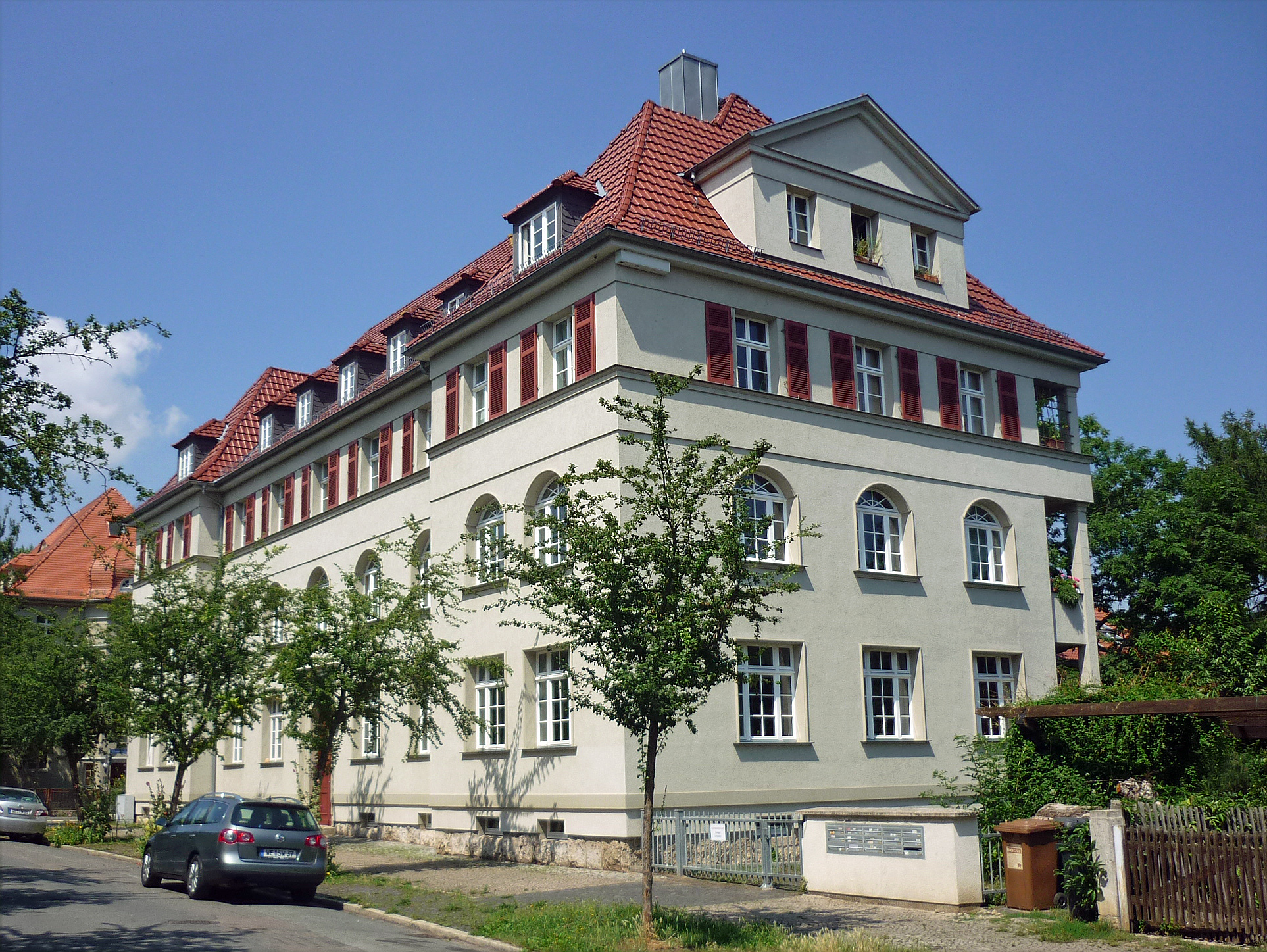
Cranachstraße 48

Die Schwabestraße in der Westvorstadt wurde benannt nach dem, Generaloberstabsarzt Bruno Schwabe, der Weimarer Garnisonsarzt war. Seit 1914 trägt sie seinen Namen. Vorher hieß sie 1911 Wildenbruchstraße. Die an der Kreuzung zur Thomas-Müntzer-Straße bzw. Jahnstraße beginnende Schwabestraße endet als Sackgasse kurz vor der Gutenbergstraße.
Die Schwabestraße steht auf der Liste der Kulturdenkmale in Weimar (Sachgesamtheiten und Ensembles) mit Schwabestraße 2. Einige Gebäude stehen zudem auf der Liste der Kulturdenkmale in Weimar (Einzeldenkmale) und zwar die Schwabestraße 9, 11, 18, 20, 22, 24. Dabei handelt es sich ursprünglich um Beamtenwohnhäuser, siehe auch Cranachstraße 48 und Cranachstraße 49. Diese sind im Art-déco-Stil der 1920er Jahre errichtet. Ein zur Max-Zöllner-Stiftung gehörendes Schwabestraße 20/22 ist Internat für die Blindenwerkstatt, das die Inschrift „Dem Wohltäter der Blinden Max Zöllner zum Ehrengedächtnis“ trägt. Seit 1904 gibt es in Weimar auch die Zöllnerstraße. Das 2,5 ha große
Areal in der Schwabestraße wird sicher nicht von Ungefähr als „Altes Zöllnerviertel“ bezeichnet. In der Schwabestraße 2 und in der Windmühlenstraße 2 wohnte die Schauspielerin Emmy Sonnemann-Köstlin, die 1935 die Frau von Hermann Göring wurde.
Im Bereich Schwabestraße/Cranachstraße gab es eine frühgeschichtliche Begräbnisstätte. In der Schwabestraße 2 wohnte der mutmaßlich am Mord an dem Reichskanzler Kurt von Schleicher beteiligte SD-Mann Johannes Schmidt. Schmidt hatte überhaupt eine Vielzahl von Wohnsitzen. So in Weimar außerdem in der Schwabestraße 11 und in der Herbststraße 35.